# Eleição municipal de Cuiabá em 2016
O primeiro turno da eleição municipal de Cuiabá em 2016 aconteceu em 2 de outubro para eleger um prefeito, um vice-prefeito e 25 vereadores no município de Cuiabá, no estado de Mato Grosso, no Brasil. A eleição para a prefeitura não foi definida no primeiro turno, o que levou a uma disputa para segundo turno entre os candidatos mais votados, Emanuel Pinheiro (PMDB) e Wilson Santos (PSDB). Pinheiro acabou sendo eleito com 157.877 votos, o que representou 60,41% dos votos válidos. O prefeito incumbente, Mauro Mendes, não participou na concorrência para se eleger ao novo mandato.

## Antecedentes
Na eleição municipal de Cuiabá em 2012, o candidato Mauro Mendes (PSB) derrotou o candidato Lúdio Cabral (PT), durante o segundo turno, com 169.688 dos votos válidos, ou 54,65% do total, contra apenas 140.798 votos, ou 45,35%, do segundo colocado.

## Eleitorado
Na eleição de 2016, estavam aptos à votar 415.098 eleitores, 74,89% votantes e 25,11% ausentes. No segundo turno, para o candidato Emanuel Pinheiro PMDB foram 157,877 votos (60,41%), para Wilson Santos PSDB 103.483 votos (39,59%), votos Brancos 12.909 (4,15%) e nulos 36.594 (11,77%), o que resultou na eleição do candidato Emanuel Pinheiro PMDB.

## Candidatos
Foram seis candidatos à prefeitura em 2016: Renato Santtana, do REDE, Emanuel Pinheiro, do PMDB, Procurador Mauro, do PSOL, Wilson Pereira dos Santos, do PSDB, Julier do PDT e Serys Slhessarenko, do PRB.
| Candidato(a)       | Vice                 | Partido | Coligação |
| ------------------ | -------------------- | ------- | --- |
| Renato Santtana    | Salvy                | REDE    | Sem Coligação                                                                                                  |
| Procurador Mauro   | Dr José Roberto      | PSOL    | Sem Coligação                                                                                                  |
| Julier             | Jusci Ribeiro        | PDT     | Cuiabá: Futuro e Inclusão PDT / PT / PC do B                                                                   |
| Serys Slhessarenko | Fabian Martinelli    | PRB     | Cuiabá Levada a Sério PRB / PTN                                                                                |
| Emanuel Pinheiro   | Niuan Ribeiro        | PMDB    | Um Novo Prefeito Para uma Nova Cuiabá PMDB / PTB / PP / PSC / PMB / PR / PROS / SD / PPL / PT do B / PRP / PTC |
| Wilson Santos      | Leonardo de Oliveira | PSDB    | Dante de Oliveira PSDC / PMN / PEN / PHS / PRTB / PPS / PSL / PSDB / PSD / DEM / PSB / PV                      |

## Debates televisionados

### Primeiro turno
| Data       | Organizador(es)   | Wilson Santos (PSDB) | Emanuel Pinheiro (PMDB) | Serys Slhessarenko (PRB) | Julier Sebastião (PDT) | Procurador Mauro (PSOL) | Renato Santtana (REDE) |
| ---------- | ----------------- | -------------------- | ----------------------- | ------------------------ | ---------------------- | ----------------------- | ---------------------- |
| 29/08/2016 | TV Vila Real      | Presente             | Presente                | Presente                 | Presente               | Presente                | Presente               |
| 25/09/2016 | TV Vila Real      | Presente             | Presente                | Presente                 | Presente               | Presente                | Presente               |
| 29/09/2016 | TV Centro América | Presente             | Presente                | Presente                 | Presente               | Presente                | Não convidado          |

### Segundo turno
| Data       | Organizador(es)   | Emanuel Pinheiro (PMDB) | Wilson Santos (PSDB) |
| ---------- | ----------------- | ----------------------- | -------------------- |
| 22/10/2016 | Centro América FM | Presente                | Presente             |
| 23/10/2016 | TV Vila Real      | Presente                | Presente             |
| 27/10/2016 | SBT Cuiabá        | Presente                | Presente             |
| 28/10/2016 | TV Centro América | Presente                | Presente             |

## Resultados

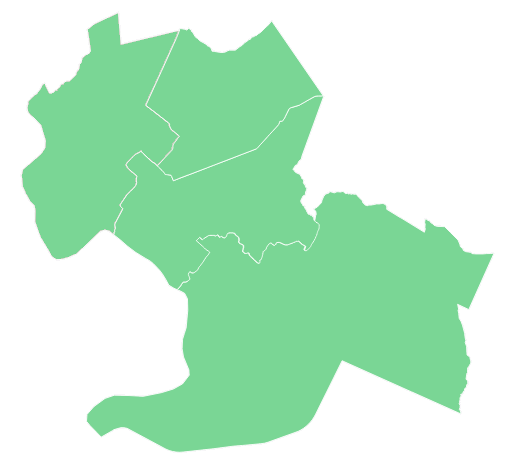
Emanuel Pinheiro (PMDB) ganhou em todas as zonas eleitorais

### Prefeito
| Candidato(a)             | Vice                       | 1º turno 2 de outubro de 2016 | 1º turno 2 de outubro de 2016 | 2º turno 30 de outubro de 2016 | 2º turno 30 de outubro de 2016 |
| Candidato(a)             | Vice                       | Total                         | Percentagem                   | Total                          | Percentagem                    |
| ------------------------ | -------------------------- | ----------------------------- | ----------------------------- | ------------------------------ | ------------------------------ |
| Emanuel Pinheiro (PMDB)  | Niuan Ribeiro (PTB)        | 98.051                        | 34,15%                        | 157.877                        | 60,41%                         |
| Wilson Santos (PSDB)     | Leonardo de Oliveira (PSB) | 81.531                        | 28,40%                        | 103.483                        | 39,59%                         |
| Procurador Mauro (PSOL)  | Dr. José Roberto (PSOL)    | 71.336                        | 24,85%                        | Não participou                 | Não participou                 |
| Julier Sebastião (PDT)   | Jusci Ribeiro (PT)         | 23.307                        | 8,12%                         | Não participou                 | Não participou                 |
| Serys Slhessarenko (PRB) | Fabian Martinelli (PRB)    | 9.242                         | 3,22%                         | Não participou                 | Não participou                 |
| Renato Santtana (REDE)   | Salvy (REDE)               | 3.644                         | 1,27%                         | Não participou                 | Não participou                 |
| → Votos em branco        | → Votos em branco          | 287.111                       | 86,37%                        | 261.360                        | 84,08%                         |
| → Votos em branco        | → Votos em branco          | 108.745                       | 7,20%                         | 12.909                         | 4,15%                          |
| → Votos nulos            | → Votos nulos              | 31.103                        | 9,36%                         | 36.594                         | 11,77%                         |
| Total                    | Total                      | 332.438                       | 80,09%                        |                                |                                |
| Abstenções               | Abstenções                 | 82.660                        | 19,91%                        |                                |                                |
| Total de inscritos       | Total de inscritos         | 414.461                       | 100%                          | 414.461                        | 100%                           |

### Vereador
No dia 2 de outubro de 2016, 25 candidatos foram eleitos para a Câmara Municipal de Cuiabá, sendo apenas 12 reeleitos: Adevair Cabral (PSDB), Chico 2000 (PR), Juca do Guaraná Filho (PT do B), Lilo Pinheiro (PRP), Marcrean Santos (PRTB), Mario Nadaf (PV), Paulo Araújo (PP), Toninho De Souza (PSD), Wilson Kero Kero (PSL), Dilemario Alencar (PROS), Dr. Ricardo Saad (PSDB) e Renivaldo Nascimento (PSDB). Os candidatos com o maior número de votos foram Toninho de Souza (PSD) e Misael Galvão (PSB), com 5.620 e 5.095 votos, respectivamente. O Partido Verde (PV) foi o que elegeu mais nomes para o cargo de vereador de Cuiabá, com 4 candidatos no total.
| Candidato(a)                | Nº     | Coligação                                                             | Votação     | Votação |
| Candidato(a)                | Nº     | Coligação                                                             | Porcentagem | Total   |
| --------------------------- | ------ | --------------------------------------------------------------------- | ----------- | ------- |
| Toninho de Souza (PSD)      | 55.555 | "Dante de Oliveira II" PSDB, DEM e PSD                                | 1,88%       | 5.620   |
| Misael Galvão (PSB)         | 40.789 | PSB                                                                   | 1,71%       | 5.095   |
| Renivaldo Nascimento (PSDB) | 45.045 | "Dante de Oliveira II" PSDB, DEM e PSD                                | 1,60%       | 4.789   |
| Adevair Cabral (PSDB)       | 45.500 | "Dante de Oliveira II" PSDB, DEM e PSD                                | 1,51%       | 4.492   |
| Gilberto Figueiredo (PSB)   | 40.400 | PSB                                                                   | 1,44%       | 4.299   |
| Ricardo Saad (PSDB)         | 45.100 | "Dante de Oliveira II" PSDB, DEM e PSD                                | 1,36%       | 4.053   |
| Elizeu Nascimento (PSDC)    | 27.190 | PSDC                                                                  | 1,34%       | 4.012   |
| Lídio Barbosa (PTdoB)       | 70.456 | "União Trabalhista por Cuiabá" PTB, PTdoB e PTC                       | 1,29%       | 3.845   |
| Francisco Silveira (PR)     | 22.123 | "Um novo prefeito para uma nova Cuiabá III" PMDB, PR, PROS, PMB e PPL | 1,21%       | 3.620   |
| Marcelo Bussiki (PSB)       | 40.456 | PSB                                                                   | 1,20%       | 3.583   |
| Vinicyus Hugueney (PP)      | 11.222 | "Um novo prefeito para uma nova Cuiabá I" PP e SD                     | 1,20%       | 3.576   |
| Dilemario Alencar (PROS)    | 90.123 | "Um novo prefeito para uma nova Cuiabá III" PMDB, PR, PROS, PMB e PPL | 1,12%       | 3.332   |
| Emanuel Amui Pinheiro (PRP) | 44.555 | PRP                                                                   | 1,10%       | 3.278   |
| Diego Guimarães (PP)        | 11.444 | "Um novo prefeito para uma nova Cuiabá I" PP e SD                     | 1,07%       | 3.183   |
| Mario Nadaf (PV)            | 43.123 | PV                                                                    | 1,04%       | 3.117   |
| Felipe Tanahashi Alves (PV) | 43.222 | PV                                                                    | 1,02%       | 3.054   |
| Edemir Xavier (PTC)         | 36.200 | "União Trabalhista por Cuiabá" PTB, PTdoB e PTC                       | 1,02%       | 3.051   |
| Marcrean Santos (PRTB)      | 28.123 | "Dante de Oliveira I" PPS, PHS, PEN, PRTB e PMN                       | 1,00%       | 2.995   |
| Paulo Roberto Araújo (PP)   | 11.456 | "Um novo prefeito para uma nova Cuiabá I" PP e SD                     | 1,00%       | 2.984   |
| Justino Malheiros Neto (PV) | 43.666 | PV                                                                    | 0,98%       | 2.917   |
| Marcos Veloso (PV)          | 43.456 | PV                                                                    | 0,92%       | 2.746   |
| Abílio Jacques Moumer (PSC) | 20.300 | PSC                                                                   | 0,88%       | 2.623   |
| Joelson do Amaral (PSC)     | 20.190 | PSC                                                                   | 0,88%       | 2.616   |
| Orivaldo Alves (PRP)        | 44.777 | PRP                                                                   | 0,70%       | 2.103   |
| Wilson Nonato Silva (PSL)   | 17.800 | PSL                                                                   | 0,65%       | 1.938   |